# Königlich Preußische Dampfschiffahrts-Gesellschaft
Die Königlich Preußische Patentierte Dampfschiffahrts-Gesellschaft zu Berlin war eine von 1817 bis 1824 bestehende Binnenschifffahrtsreederei, die mit insgesamt fünf Raddampfern zunächst in Berlin und dann auch auf der Elbe zwischen Hamburg und Berlin im Liniendienst für Passagier- und Frachtbeförderung operierte.

## Geschichte

Dampfschiff Prinzessin Charlotte von Preußen auf einer Briefmarke von 1975

Die Gesellschaft wurde im Mai 1817 von dem Potsdamer Ingenieur und Schiffbauer John B. Humphreys Jr. und seinem Vater, einem in Hamburg residierenden Kaufmann schottischer Herkunft, gegründet. Humphreys Jr. hatte bereits im Oktober 1815 von der königlich-preußischen Regierung ein Patent bzw. Privileg erhalten, die „eigentümliche Methode, Dampfmaschinen zum Forttreiben von Schiffsgefäßen zu benutzen“, in Preußen einzusetzen. Daraufhin hatte er an der Havel in Pichelsdorf bei Spandau eine Werft bzw. „Dampfboot-Baustelle“ angelegt, auf der am 14. September 1816 der Mittelraddampfer Prinzessin Charlotte von Preußen, der erste von insgesamt fünf von ihm gebauten Raddampfern vom Stapel lief. Im Juni 1817 begann die Gesellschaft den regelmäßigen Passagier- und Postdienst mit der Prinzessin Charlotte auf Havel und Spree zwischen Berlin-Tiergarten, Charlottenburg, Spandau und Potsdam.
Gleichzeitig ging der Bau weiterer Schiffe in Pichelsdorf voran. Mit dem dort am 15. März 1817 vom Stapel gelaufenen Seitenraddampfer Kurier (14 PS) und der im November 1817 folgenden Stadt Magdeburg (20 PS, sowie ein 16 m hoher Mast zum Setzen von Rahsegeln) begann die Gesellschaft 1818 den Liniendienst für Personen- und Güterverkehr auf der Elbe zwischen Berlin, Magdeburg und Hamburg. 1819 kam die am 3. August 1818 auf Humpreys’ inzwischen an die heutige Schiffbauergasse in Potsdam verlegte Werft vom Stapel gelaufene Friedrich Wilhelm III. (20 PS) hinzu, gefolgt ein Jahr später von dem damals größten Dampfschiff Deutschlands, der am 16. Oktober 1819 vom Stapel gelaufenen Fürst Blücher (61 m lang, 7,60 m breit, zwei Maschinen zu je 20 PS).

## Ende
Der allgemein schlechte Zustand der Wasserstraßen – mit schwankendem Wasserstand, vielen Sandbänken, treibenden Bäumen usw. – machten es der Gesellschaft schwer, dauerhaft wirtschaftlichen Erfolg zu erzielen. Hinzu kamen Schulden, die die beiden Humphreys’ in England hatten, und schließlich noch ein 1821 ausgebrochener Patentstreit mit der preußischen Regierung. Schon im Oktober 1818 wurde der Berliner Passagier- und Postdienst der Prinzessin Charlotte eingestellt, und der Liniendienst auf der Elbe wurde 1821/22 beendet. Die Königlich Preußische Patentierte Dampfschiffahrts-Gesellschaft ging 1824 in Konkurs. Ihre Schiffe wurden 1824/25 versteigert.

## Nachbemerkung
1828 wurde in Berlin die „Berliner Dampfschiffahrts-Gesellschaft“ gegründet, die mit den Raddampfern Henriette und Berlin den Personen-, Fracht- und Schleppverkehr zwischen Berlin und Hamburg wieder aufnahm. Bereits 1831 wurden ihre nunmehr vier Schiffe (zwei Raddampfer und zwei Schleppschiffe) von der „Preußischen Seehandlung“ übernommen, die bis 1848 das Dampfschiffmonopol auf den Märkischen Wasserstraßen hatte, dann aber ihren Betrieb angesichts der überlegenen Wettbewerbsfähigkeit der neuen Eisenbahnen einstellte.